# Oxalis pes-caprae
L'acetosella gialla (Oxalis pes-caprae L., 1753) è una pianta erbacea perenne appartenente alla famiglia delle Oxalidacee, originaria della Namibia e delle Province del Capo, in Sudafrica..
Il fiore presenta una simmetria radiale actinomorfa.
È considerata una pianta infestante.

## Usi
La pianta è commestibile e può essere mangiata fresca o dopo cottura. In Sudafrica è ingrediente di un tradizionale stufato di carne chiamato waterblommetjiebredie. Se ne consiglia il consumo moderato a causa del contenuto di acido ossalico.

## Galleria d'immagini

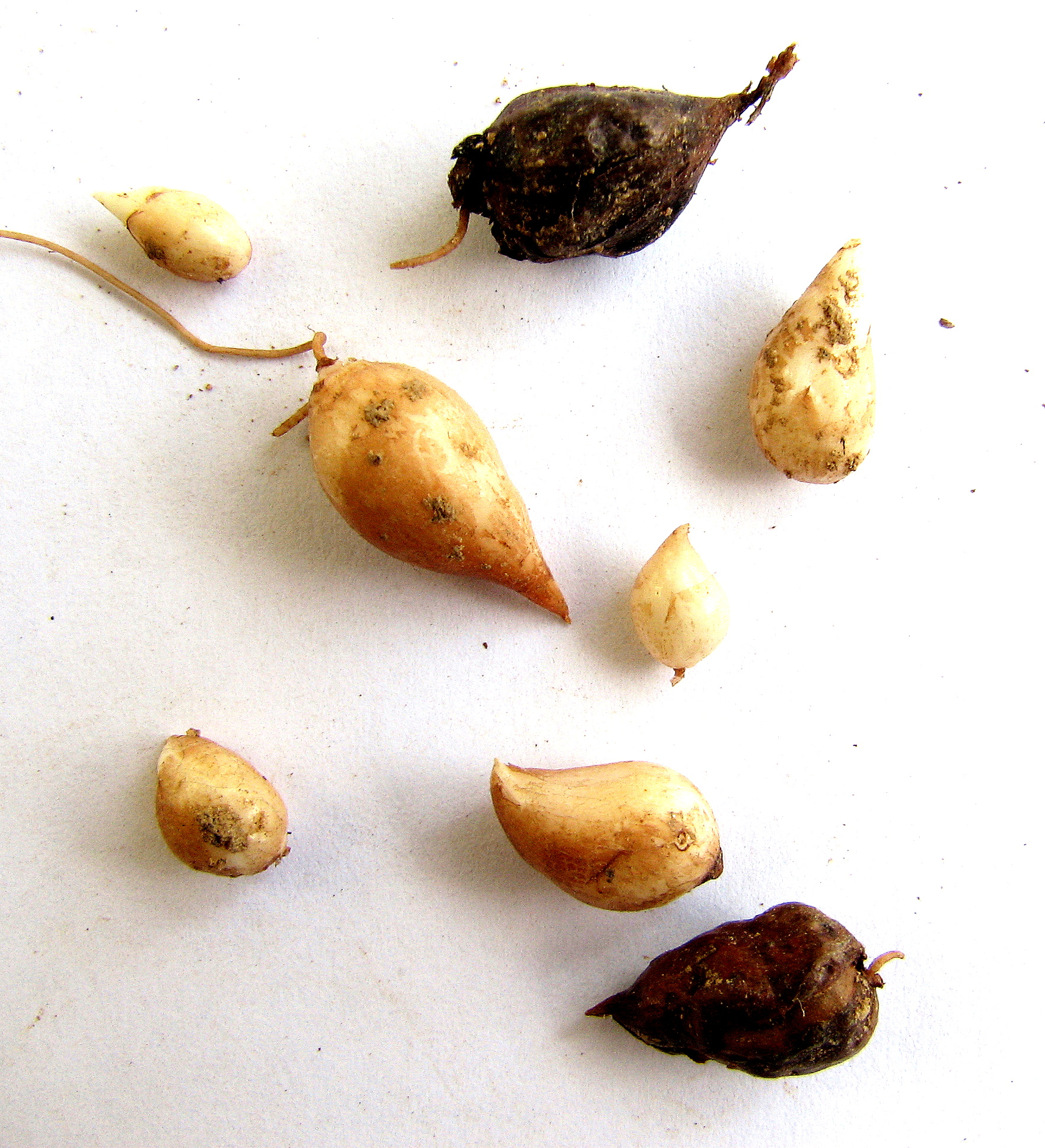
Bulbi
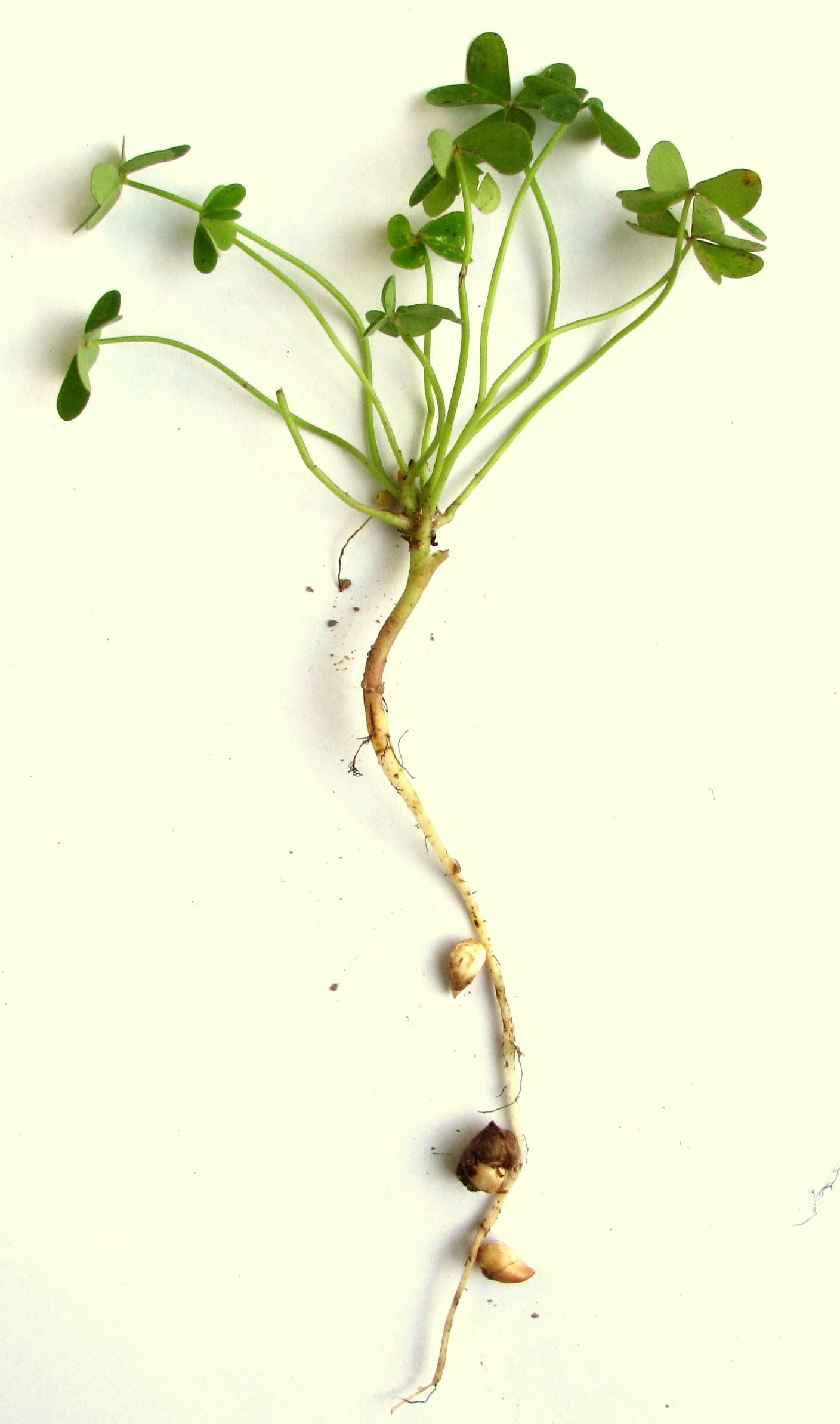
L'intera pianta
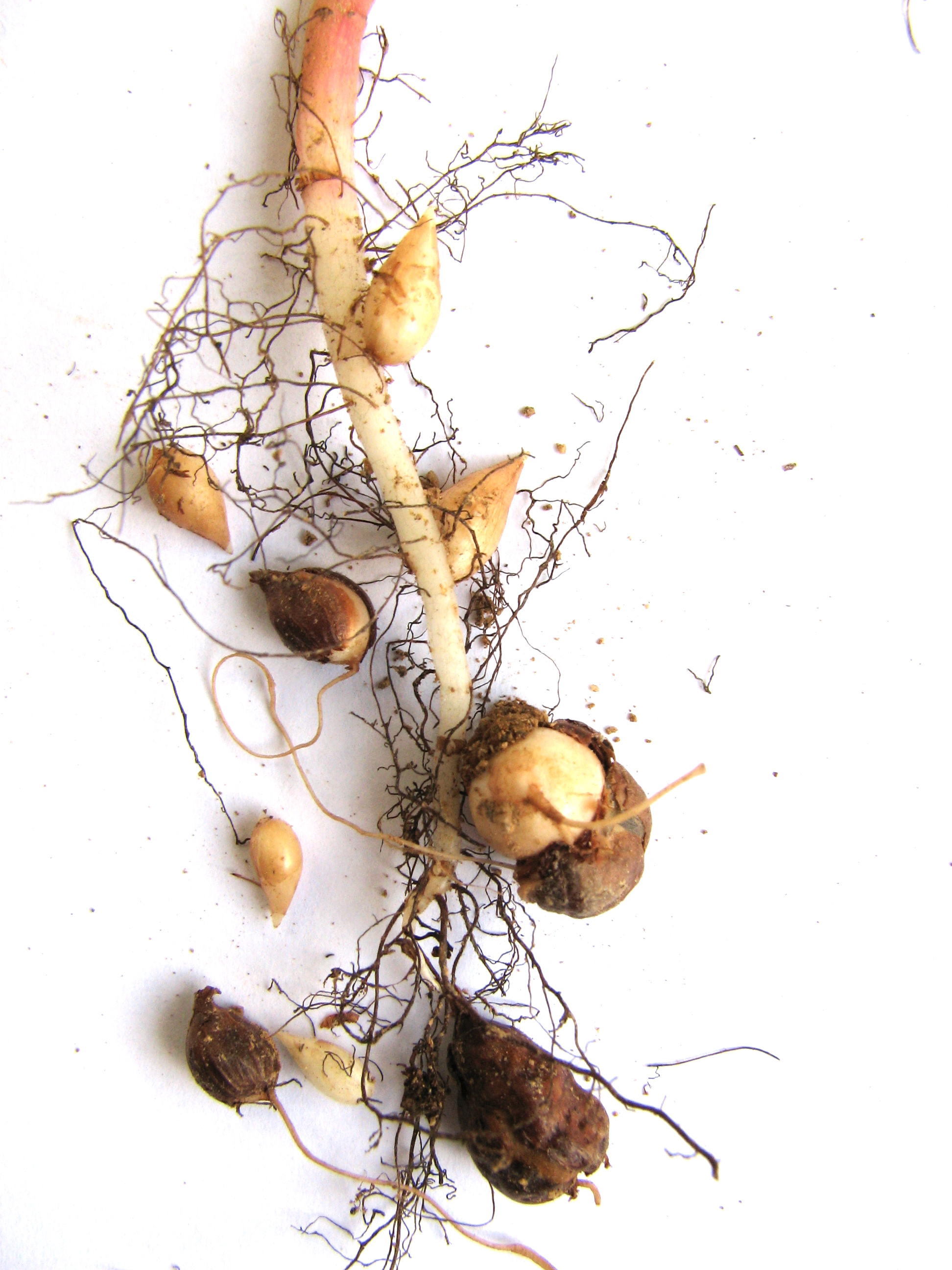
Radice con bulbi
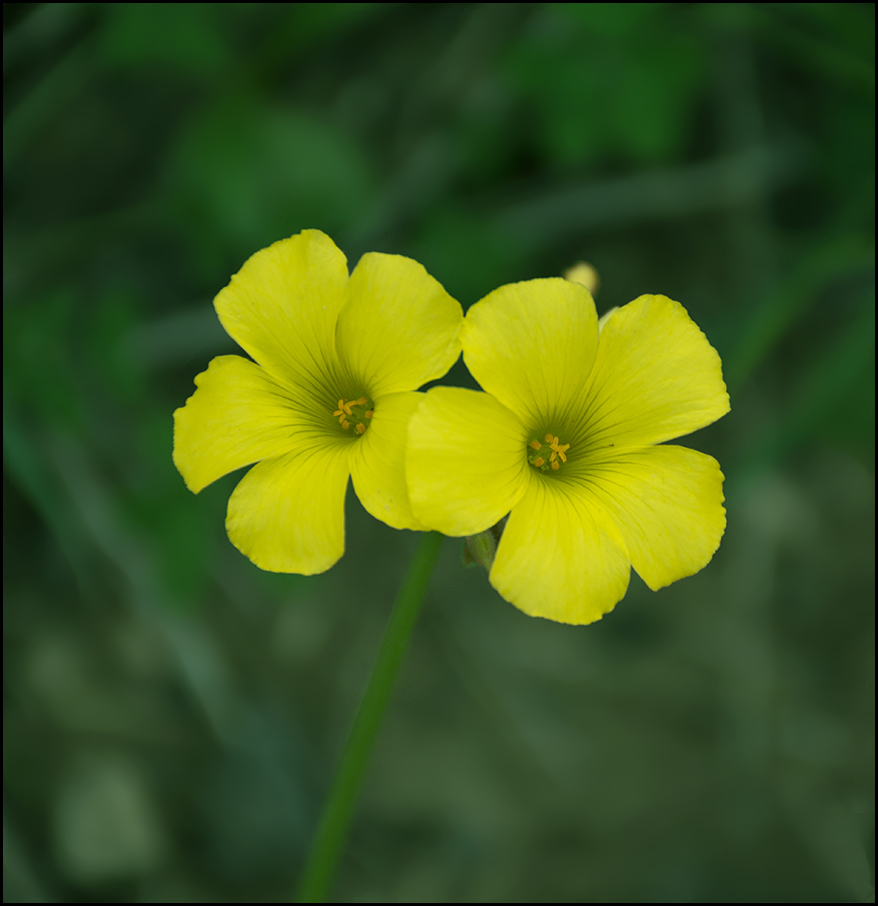
Fiori
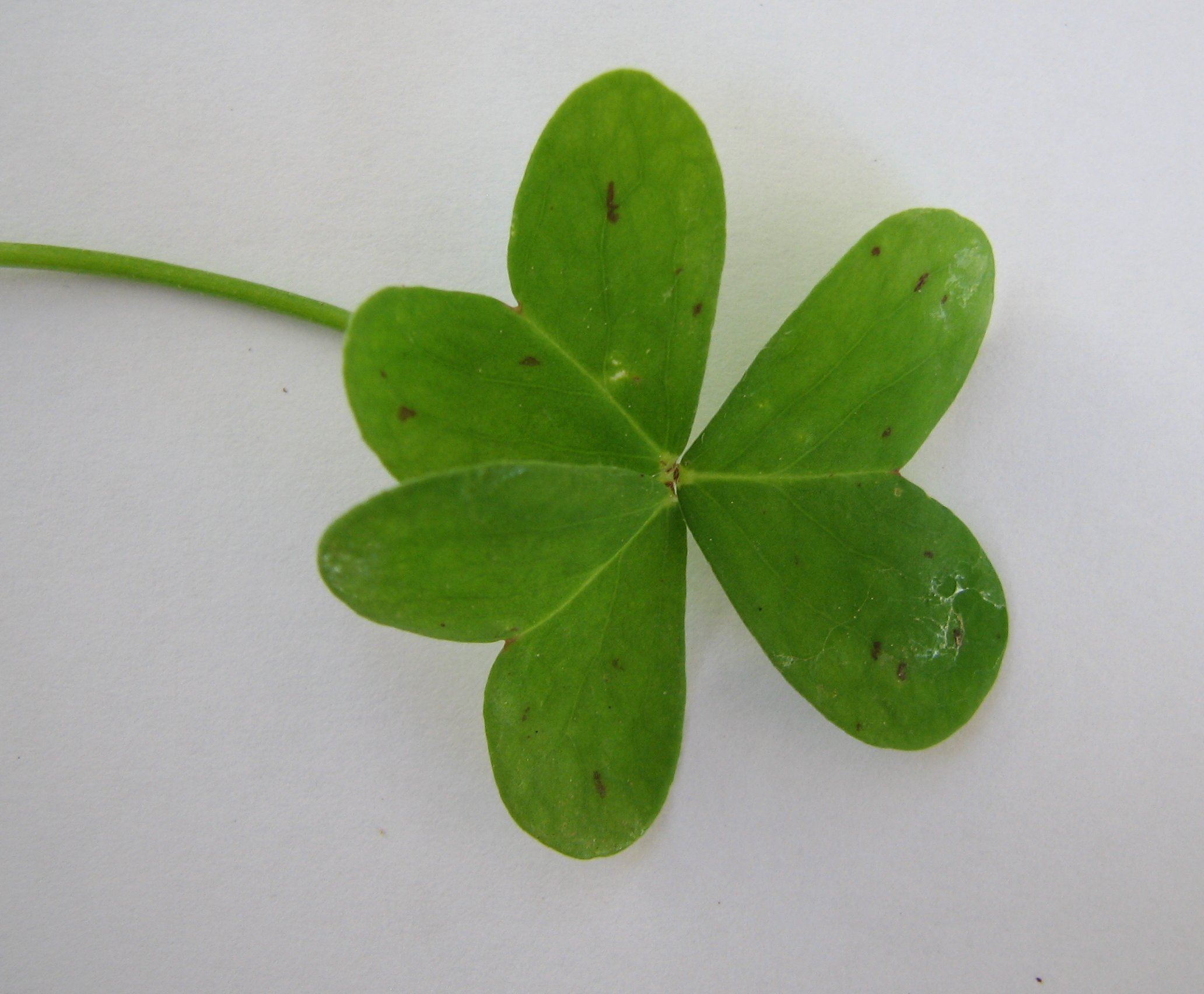
Foglia
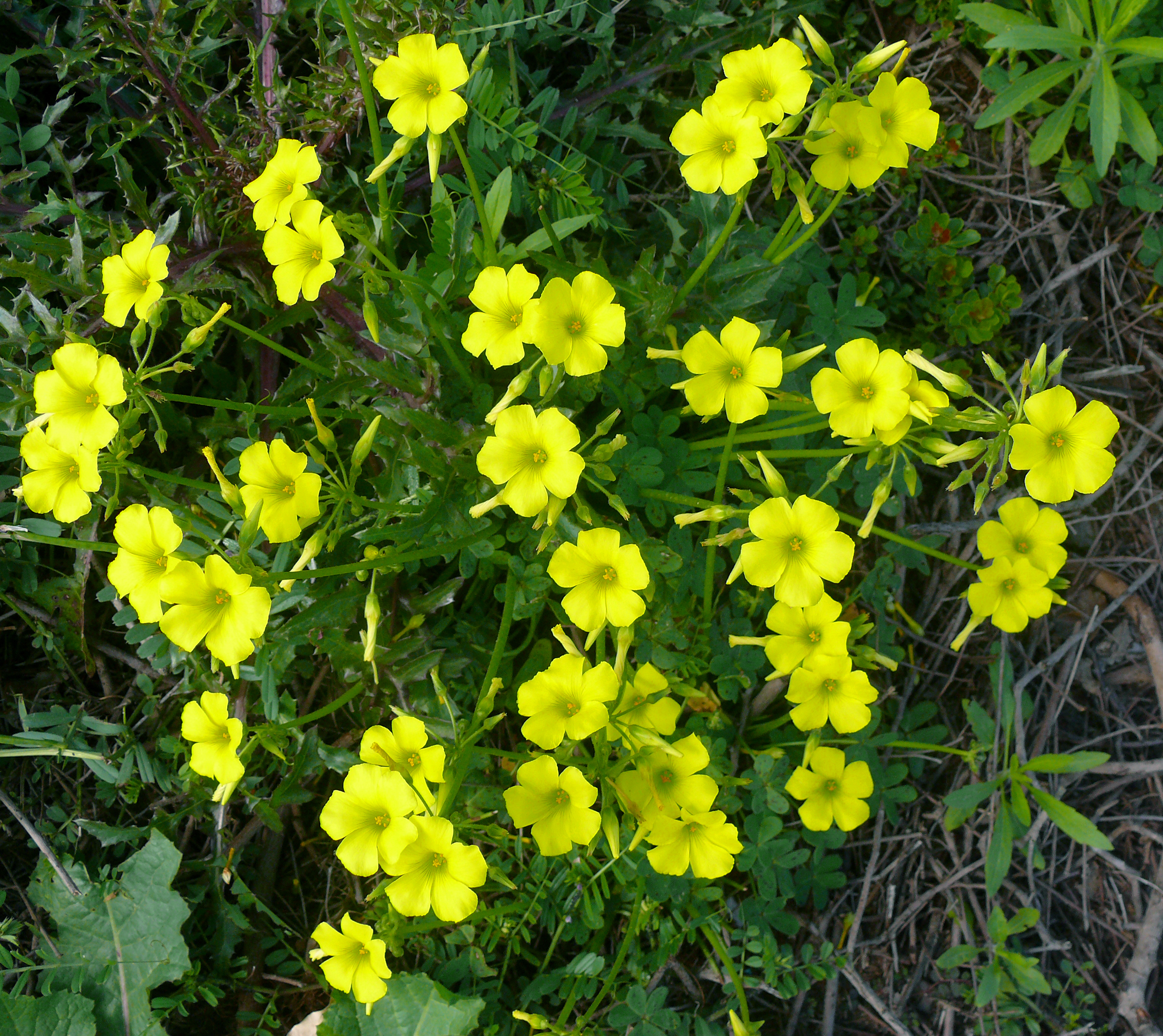
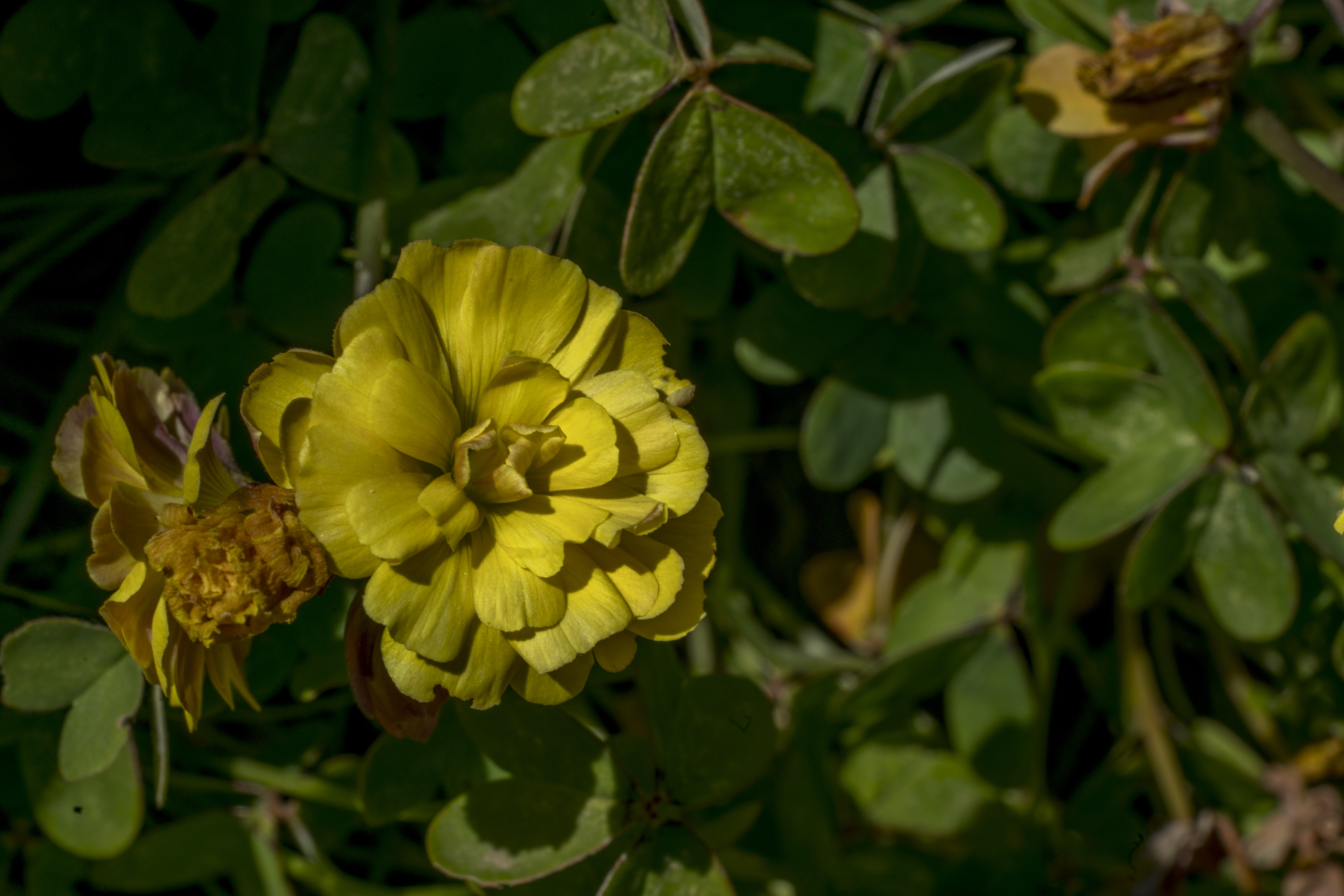
A fiore doppio